# المدرسة الأهلية
المدرسة الأهلية، كانت أول مدرسة عربية إسلامية وطنية حرة عاملة على تعليم النشأ تعليماً عربياً إسلامياً وطنياً على الطريقة الحديثة بشمال المغرب في عهد الحماية، وقد أسسها وتولى إدارتها و التدريس بها الأستاذ محمد بن أحمد داود لمدة 12 سنة منذ تأسيسها سنة 1924م، فكانت هي النواة الأولى للحركة العلمية الحديثة و للوطنية الاستقلالية بهذه البلاد، و تلاميذها هم مؤسسو حزب الإصلاح الوطني و قادته و زعماؤه.